# Canidelo (Vila Nova de Gaia)
Canidelo – parafia (freguesia) gminy Vila Nova de Gaia. W 2011 miejscowość była zamieszkiwana przez 27 769 osób.